# Calumma tsaratananense
Espèce
Synonymes
- Chamaeleo tsaratananensis Brygoo & Domergue, 1967

Statut de conservation UICN

 VU D2 : Vulnérable
Statut CITES
Calumma tsaratananense est une espèce de sauriens de la famille des Chamaeleonidae.

## Répartition
Cette espèce est endémique de la région de Diana à Madagascar. Elle  se rencontre dans la réserve naturelle intégrale de Tsaratanana.

## Étymologie
Son nom d'espèce, composé de tsaratanan[a] et du suffixe latin -ense, « qui vit dans, qui habite », lui a été donné en référence au lieu de sa découverte.

## Publication originale
- Brygoo & Domergue, 1967 : Description d'un Caméléon nouveau de Madagascar Chamaeleo tsaratananensis n. sp. Bulletin du Muséum d'histoire naturelle, Paris, vol. 39, n. 5, p. 829-832.